# Kirsten Sheridan
Kirsten Sheridan, född den 14 juli 1976 i Dublin, Irland, är en irländsk filmregissör och manusförfattare. Hon är bland annat känd för filmerna August Rush (2007) och Disco Pigs (2001). 

## Filmografi
- The Bench (short, 1995)
- Gentleman Caller (short, 1996)
- Walking Into Mirrors (short, 1997)
- Patterns (short, 1998)
- Between Two Worlds (1997)
- Ward Zone (1998)
- The Case of Majella McGinty
- Disco Pigs (2001)
- In America (2002)
- August Rush (2007) [1]

### Utmärkelser
- Film Institute of Ireland: Guinness Outstanding Young Irish Talent Award (1998).
- Nomineringar till Academy Awards, Golden Globe Awards och Irish Film and Television Awards (IFTA).